# Tunis Challenger 1992
Il Tunis Challenger 1992 è stato un torneo di tennis facente parte della categoria ATP Challenger Series nell'ambito dell'ATP Challenger Series 1992. Il torneo si è giocato a Tunisi in Tunisia dal 9 al 15 marzo 1992 su campi in terra rossa.

## Vincitori

### Singolare
Marcelo Filippini ha battuto in finale  José Francisco Altur con il punteggio di 6–4, 6–2

### Doppio
David Adams /  Martin Damm hanno battuto in finale  Marcelo Filippini /  Diego Pérez con il punteggio di 7–6, 6–1